# صموئيل بلاك
صموئيل بلاك هو مستكشف كندي، ولد في 3 مايو 1780، وتوفي في 8 فبراير 1841.